# Myrmecaelurus ghigii
Myrmecaelurus ghigii is een insect uit de familie van de mierenleeuwen (Myrmeleontidae), die tot de orde netvleugeligen (Neuroptera) behoort. 
Myrmecaelurus ghigii is voor het eerst wetenschappelijk beschreven door Navás in 1929.